# Beretta 1301
 (juillet 2020).
Le Beretta 1301 est un fusil de chasse semi-automatique à gaz populaire produit par Beretta Italie. et importé par Beretta USA aux États-Unis. L'arme à feu a deux modèles distincts : l'une est destinée aux applications tactiques, d'autodéfense et de maintien de l'ordre, tandis que l'autre est conçue pour les disciplines de compétition. Malgré ses applications prévues, elle est souvent utilisée par une minorité de chasseurs et de tireurs sportifs.
Le 1301 est un successeur du modèle 1201 Tactical, et il partage de nombreuses similitudes avec la gamme de fusils de chasse Beretta A400, qui sont les successeurs de la série A391.
Tous les fusils à pompe 1301, tout comme leurs homologues A400, font usage d'un système d'étranglement Beretta connu sous le nom de "Optima-HP.." Une exception est le premier modèle tactique, utilisant un cylindre fixe de rétrécissement du canon. Ces canons sont percés à l'arrière pour réduire la hauteur du canon et améliorer les motifs.

## Modèles

### 1301 Tactique
Le Beretta 1301 Tactical est le successeur du 1201, et a commencé à être produit en Italie en 2014. Comme son nom l'indique, il est conçu uniquement pour des applications tactiques, englobant le maintien de l'ordre et la défense civile. Il est souvent considéré comme un concurrent du M4 Super 90 fabriqué par Benelli, une société sœur du Beretta. Ces dernières années, il a subi de petites modifications et de nouvelles variantes font leur apparition sur le marché.

### 1301 Compétition
Le Beretta 1301 Competition, est conçu pour, le plus souvent le tir de compétition à 3 canons. Le fusil utilise un système traditionnel de visée à billes et possède un canon plus long, ce qui permet de tirer sur des cibles plus éloignées. Son canon est plus long que sur le Tactical (53 ou 61 cm contre 47 cm) et le magasin passe à coups.

## Caractéristiques
Tous les fusils Beretta 1301 utilisent des canons forgés à froid avec un revêtement chromé et des finitions extérieures parkerisées. Les carcasses ou "récepteurs" sont en aluminium avec une finition anodisée. La crosse et l'avant-bras sont en polymère, avec un coussinet de recul caoutchouté fixé à l'arrière de la crosse.
Bien que les longueurs des canons diffèrent, les chambres du canon peuvent chacune recevoir des cartouches de fusil de chasse de 3 pouces. Malgré cela, le récepteur de la compétition est conçu autour d'une configuration de 3,5", alors que le tactique est conçu sur un récepteur de 3". Par conséquent, les canons sont spécifiques à chaque modèle, mais aucun ne peut tirer une cartouche de plus de 3" de long.
Avec un limiteur installé dans le magasin du fusil, l'utilisateur peut charger une ou deux cartouches dans le tube, ou un total de quatre avec le limiteur enlevé. Il peut également charger une cinquième cartouche dans la chambre, pour un total maximum de cinq cartouches.
Les modèles vendus dans d'autres pays peuvent inclure une extension de magasin, avec une capacité de 6+1. Cependant, les modèles fabriqués avec ces tubes ne sont pas autorisés à la vente dans de nombreux pays. Si un consommateur souhaite prolonger le chargeur sur un modèle à capacité limitée, il peut s'adresser aux fabricants de tubes de rechange.